# لويجي دي بياجو
لويجي دي بيادجو (Luigi Di Biagio)، (روما، 3 يونيو 1971)، لاعب كرة قدم إيطالي سابق.
بدأ مسيرته الكروية مع نادي لاتسيو في موسم 1988/1989، ولعب معهم مباراة واحدة، وفي عام 1989 انتقل إلى نادي مونزا، ولعب معهم حتى عام 1992، وشارك معهم في 62 مباراة وسجل 7 أهداف، وفي عام 1992 انتقل إلى نادي فودجا، ولعب معهم حتى عام 1995، وشارك معهم في 87 مباراة وسجل 12 هدف، وفي عام 1995 انتقل إلى نادي روما، ولعب معهم حتى عام 1999، وشارك معهم في 114 مباراة وسجل 16 هدف، وفي عام 1999 انتقل إلى نادي إنتر ميلان، ولعب معهم حتى عام 2003، وشارك معهم في 117 مباراة وسجل 13 هدف، وفي عام 2003 انتقل إلى نادي بريشا، ولعب معهم حتى عام 2006، وشارك معهم في 93 مباراة وسجل 16 هدف، وفي عام 2007 انتقل إلى نادي أسكولي.
و قد لعب مع منتخب إيطاليا لكرة القدم بين عامي 1998 و2002، وشارك معهم في 31 مباراة وسجل هدفين.

## روابط خارجية
- لويجي دي بياجو على موقع IMDb (الإنجليزية)
- لويجي دي بياجو على موقع الاتحاد الدولي (مؤرشف)  (الإنجليزية)
- لويجي دي بياجو على موقع قاعدة بيانات كرة القدم.إي يو (الإنجليزية)
- لويجي دي بياجو على موقع ليكيب (الفرنسية)
- لويجي دي بياجو على موقع ناشيونال فوتبول تيمز (الإنجليزية)
- لويجي دي بياجو على موقع Soccerway.com (الإنجليزية)
- لويجي دي بياجو على موقع عالم كرة القدم.نت (الإنجليزية)
- لويجي دي بياجو على موقع كووورة